# Anne-Marie Miéville
Anne-Marie Miéville (Lausana 11 de novembre de 1945) és una cineasta de cinema i vídeo suïssa a qui Sight & Sound ha anomenat un "artista multimèdia molt important."

## Biografia
Miéville era fotògrafa en exercici quan va conèixer Jean-Luc Godard, que es convertiria en el seu company (i després marit), a París l'any 1970. Des de 1973 fins a 1994, va col·laborar amb Godard com a fotògrafa, guionista, muntadora de cinema, codirectora, assumint el paper de director artístic en alguns dels seus projectes. L'any 1983 va dirigir el seu primer curtmetratge How can I love; un any més tard va fer el seu segon, 'Le livre de Marie, que es troba en la estrena del DVD de Godard Je vous salue, Marie (1985).

## Treballs
L'any 2002, Miéville va escriure Images en parole, un conjunt de textos breus publicats per Léo Scheer, que va escriure que són "una continuació de plans estàtics, curtmetratges de l'escriptura. No es tracta estrictament de novel·les, sinó de més aviat de moments indescriptibles, de sabors escapats d'imatges, on es tractaria de filmar amb paraules".

### Com a directora
- 1976 : Six fois deux/Sur et sous la communication (sèrie de televisió)
- 1976 : Ici et Ailleurs
- 1977 : France/tour/detour/deux/enfants (sèrie de televisió)
- 1978 : Comment ça va?
- 1983 : How Can I Love
- 1984 : Le livre de Marie
- 1986 : Soft and Hard
- 1986 : Faire la fête
- 1988: Mon cher sujet
- 1989 : Le Rapport Darty
- 1990 : Comment vont les enfants
- 1991 : Contre l'oubli (documental constituït per trenta curtmetratges de tres minuts per a trenta casos d'Amnistia Internacional).
- 1994 : Lou n'a pas dit non (inspirat en la correspondència entre Lou Andreas-Salomé i Rainer Maria Rilke)
- 1995 : Deux fois cinquante ans de cinéma français
- 1997 : Nous sommes tous encore ici
- 1998 : The Old Place
- 2000 : Après la réconciliation
- 2002 : Liberté et patrie

### Com a guionista
- 1975 : Numéro deux
- 1976 : Six fois deux/Sur et sous la communication (sèrie de televisió)
- 1976 : Ici et Ailleurs
- 1977 : France/tour/detour/deux/enfants (sèrie de televisió)
- 1978 : Comment ça va?
- 1980: Sauve qui peut (la vie)
- 1985 : Détective
- 1986 : Faire la fête
- 1988: Mon cher sujet
- 1994 : Lou n'a pas dit non
- 1997 : Nous sommes tous encore ici
- 2000 : Après la réconciliation
- 2002 : Liberté et patrie
- 2002 : Ten Minutes Older: The Cello

### Com a editora
- 1976 : Six fois deux/Sur et sous la communication (sèrie de televisió)
- 1976 : Ici et Ailleurs
- 1980: Sauve qui peut (la vie)
- 1985: Je vous salue, Marie
- 1986 : Faire la fête
- 1988: Mon cher sujet
- 1995 : Deux fois cinquante ans de cinéma français
- 2000 : Après la réconciliation
- 2002 : Liberté et patrie